# La novia de Corinto
La novia de Corinto es uno de los episodios de la Vida de Apolonio de Tiana, escrita por el autor griego Filóstrato (160-249).

## Sinopsis
El autor cuenta que uno de los discípulos de Apolonio era un joven licio de veinticinco años de edad, atractivo y atlético que un día se encontró con una mujer que dijo estar desde hacía tiempo enamorada de él, que procedía de Fenicia y vivía en un barrio de Corinto cuyo nombre le dio, citándose con él por la noche.
Esa noche el joven acudió a la cita y desde entonces frecuentó su compañía, amándola como si fuera su amante y finalmente concertando la boda entre ambos. Sin embargo, su maestro Apolonio desconfiaba y tras examinar la figura de su discípulo le dijo que acudiría al banquete nupcial.
Durante la boda Apolonio se presentó a los invitados, afirmando que lo que les rodeaba era una ilusión semejante a los jardines de Tántalo, y que la bella mujer de Menipo no era tal, sino una empusa, un ser que utilizaba la pasión y el amor para devorar la carne de los seres humanos atrayendo a sus presas con sus caricias.
La dama se sintió disgustada ante las palabras de Apolonio, negando sus palabras y ordenándole que se marchara. Sin embargo, quedó demostrado que las copas de oro y los objetos de la boda eran meras ilusiones tan ligeras como el aire y todos los servidores se esfumaron ante las palabras del filósofo.
La dama se echó a llorar e imploró a Apolonio que no la torturara y obligara a confesar lo que era en realidad. Sin embargo Apolonio insistió hasta que admitió ser una empusa, y que había embaucado a Menipo procurándole placeres para devorar su cuerpo, ya que necesitaba alimentarse con cuerpos jóvenes y hermosos, de sangre fuerte y pura.
Finalmente la empusa desaparece con todo lo que la rodea, y Menipo muere de pena tiempo después.

## Influencia
Este episodio tuvo una gran influencia en la literatura vampírica del siglo XVIII y XIX, determinando la figura de la mujer vampiro que utiliza su seducción para devorar a sus presas. John Keats escribió un poema Lamia basado en este episodio, aunque muestra a la mujer vampiro bajo una perspectiva más favorable. Edgar Allan Poe también escribió un poema basado en este episodio, considerándolo como un símbolo de la "fría filosofía" que destruye la belleza y la imaginación.
Aunque en ocasiones se considera que La novia de Corinto de Johann Wolfgang Goethe está basado en este relato, realmente está basado en otra historia de Flegón de Tralles.
- Datos: Q9019462